# Sarja, Syria
Sarja (tiếng Ả Rập: سرجة) là một ngôi làng Syria nằm ở Ariha Nahiyah ở huyện Ariha, Idlib. Theo Cục Thống kê Trung ương Syria (CBS), Sarja có dân số 3845 trong cuộc điều tra dân số năm 2004.